# Afghanistan i olympiska sommarspelen 1964
Afghanistan deltog i de olympiska sommarspelen 1964 med en trupp bestående av 8 deltagare. Ingen av landets deltagare erövrade någon medalj.